# José Luis Cebrián Boné
José Luis Cebrián Boné (Barcelona, 26 de marzo de 1933) es un periodista español. Ha sido director de diversos medios de comunicación: Diario Regional de Valladolid (1957-1958), La Actualidad Española (1961-1963; 1969-1975), El Alcázar (1963-1967), Nuevo Diario (1967-1968), ABC (1975-1977), y la agencia de Noticias Europa Press (1989-1995).

## Biografía

### Formación académica
Tras estudiar en el colegio de la Bonanova, se licenció en Derecho en la Universidad de Barcelona, y realizó los cursos de doctorado en la Universidad de Madrid. Posteriormente obtuvo el título de periodista en la Escuela Oficial de Periodismo de Barcelona y Madrid.

### Actividad periodística
En 1955 comenzó su carrera periodista en La Actualidad Española, revista relacionada con el Opus Dei y destinada a las clases medias. Allí, bajo las órdenes del marqués de Guadalcanal, Antonio Fontán, fue pasando por varios puestos de la publicación: archivo, reportero y enviado especial. Un año después se traslada a Valladolid, donde es nombrado subdirector del Diario Regional y poco después director del periódico. En 1958 regresa a Madrid, a La Actualidad Española, como subdirector y posteriormente como director (1959). 
En 1963 se incorpora al diario El Alcázar, donde trabaja como director hasta que PESA, editora relacionada con SARPE, pierde en 1968 la cabecera al pasar a manos de la Hermandad de defensores del Alcázar. Anteriormente en 1967 había fundado Nuevo Diario, dirigiéndolo durante poco más de un año. En 1969 regresa a la dirección de La Actualidad Española, hasta febrero de 1975 en que asume la dirección de ABC, donde permanecerá hasta octubre de 1977.
En noviembre de 1989 fue nombrado director de la agencia de noticias Europa Press, donde permanecerá hasta julio de 1995.

## Premios y reconocimientos
- Medalla de plata de la juventud (1977)[8]